# 33e Primetime Emmy Awards
De 33e Primetime Emmy Awards, waarbij prijzen werden uitgereikt in verschillende categorieën voor de beste Amerikaanse televisieprogramma's die in primetime werden uitgezonden tijdens het televisieseizoen 1980-1981, vond plaats op 12 september 1981 in het Pasadena Civic Auditorium in Pasadena, Californië.

## Winnaars en nominaties - televisieprogramma's
(De winnaars staan bovenaan in vet lettertype.)

#### Dramaserie
(Outstanding Drama Series)
- Hill Street Blues
  - Dallas
  - Lou Grant
  - Quincy, M.E.
  - The White Shadow

#### Komische serie
(Outstanding Comedy Series)
- Taxi
  - Barney Miller
  - M*A*S*H
  - Soap
  - WKRP in Cincinnati

#### Miniserie
(Outstanding Limited Series)
- Shogun
  - East of Eden
  - Masada
  - Rumpole of the Bailey
  - Tinker, Tailor, Soldier, Spy

#### Varieté-, Muziek- of komische show
(Outstanding Variety, Music or Comedy Program)
- Lily: Sold Out
  - The Benny Hill Show
  - The Muppet Show
  - The Tonight Show Starring Johnny Carson
  - The American Film Institute Salute to Fred Astaire

## Winnaars en nominaties - acteurs

### Hoofdrollen

#### Mannelijke hoofdrol in een dramaserie
(Outstanding Lead Actor in a Drama Series)
- Daniel J. Travanti als Frank Furillo in Hill Street Blues
  - Edward Asner als Lou Grant in Lou Grant
  - Larry Hagman als J. R. Ewing in Dallas
  - Jim Davis als Jock Ewing in Dallas
  - Louis Gossett jr. als Bessie's Father in Palmerstown, U.S.A.
  - Pernell Roberts als John 'Trapper' McIntyre in Trapper John, M.D.

#### Mannelijke hoofdrol in een komische serie
(Outstanding Lead Actor in a Comedy Series)
- Judd Hirsch als Alex Reiger in Taxi
  - Richard Mulligan als Burt Campbell in Soap
  - Hal Linden als Barney Miller in Barney Miller
  - Alan Alda als Benjamin Franklin Pierce in M*A*S*H
  - John Ritter als Jack Tripper in Three's Company

#### Mannelijke hoofdrol in een miniserie
(Outstanding Lead Actor in a Limited Series or a Special)
- Anthony Hopkins als Adolf Hitler in The Bunker
  - Peter O'Toole als Cornelius Flavius Silva in Masada
  - Peter Strauss als Eleazar ben Yair in Masada
  - Richard Chamberlain als Anjin-san in Shogun
  - Toshirô Mifune als Lord Yoshi Toranaga in Shogun

#### Vrouwelijke hoofdrol in een dramaserie
(Outstanding Lead Actress in a Drama Series)
- Barbara Babcock als Grace Gardner in Hill Street Blues
  - Barbara Bel Geddes als Miss Ellie in Dallas
  - Linda Gray als Sue Ellen Ewing in Dallas
  - Stefanie Powers als Jennifer Hart in Hart to Hart
  - Veronica Hamel als Joyce Davenport in Hill Street Blues
  - Michael Learned als Mary Benjamin in Nurse

#### Vrouwelijke hoofdrol in een komische serie
(Outstanding Lead Actress in a Comedy Series)
- Isabel Sanford als Louise Jefferson in The Jeffersons
  - Cathryn Damon als Mary Campbell in Soap
  - Katherine Helmond als Jessica Tate in Soap
  - Lynn Redgrave als Ann Atkinson in House Calls
  - Eileen Brennan als Mrs. McKenzie in Taxi

#### Vrouwelijke hoofdrol in een miniserie
(Outstanding Lead Actress in a Limited Series or a Special)
- Vanessa Redgrave als Fania Fenelon in Playing for Time
  - Yôko Shimada als Lady Toda Buntaro in Shogun
  - Joanne Woodward als Elizabeth Huckaby in Crisis at Central High
  - Catherine Hicks als Marilyn Monroe in Marilyn: The Untold Story
  - Ellen Burstyn als Jean Harris in The People vs. Jean Harris

### Bijrollen

#### Mannelijke bijrol in een dramaserie
(Outstanding Supporting Actor in a Drama Series)
- Michael Conrad als Phil Esterhaus in Hill Street Blues
  - Charles Haid als Andy Renko in Hill Street Blues
  - Bruce Weitz als Michael "Mick" Belker in Hill Street Blues
  - Mason Adams als Charlie Hume in Lou Grant
  - Robert Walden als Joe Rossi in Lou Grant

#### Mannelijke bijrol in een komische serie
(Outstanding Supporting Actor in a Comedy Series)
- Danny DeVito als Louie De Palma in Taxi
  - Steve Landesberg als Arthur Dietrich in Barney Miller
  - Harry Morgan als Sherman T. Potter in M*A*S*H
  - David Ogden Stiers als Charles Emerson Winchester III in M*A*S*H
  - Howard Hesseman als Johnny Fever in WKRP in Cincinnati

#### Mannelijke bijrol in een miniserie
(Outstanding Supporting Actor in a Limited Series or a Special)
- David Warner als Falco in Masada
  - Anthony Quayle als Rubrius Gallus in Masada
  - Yûki Meguro als Omi in Shogun
  - John Rhys-Davies als Vasco Rodrigues in Shogun
  - Andy Griffith als Ash Robinson in Murder in Texas

#### Vrouwelijke bijrol in een dramaserie
(Outstanding Supporting Actress in a Drama Series)
- Nancy Marchand als Margaret Pynchon in Lou Grant
  - Barbara Barrie als Evelyn Stoller in Breaking Away
  - Barbara Bosson als Fay Furillo in Hill Street Blues
  - Betty Thomas als Lucille Bates in Hill Street Blues
  - Linda Kelsey als Billie Newman in Lou Grant

#### Vrouwelijke bijrol in een komische serie
(Outstanding Supporting Actress in a Comedy Series)
- Eileen Brennan als Doreen Lewis in Private Benjamin
  - Anne Meara als Veronica Rooney in Archie Bunker's Place
  - Loretta Swit als Margaret Houlihan in M*A*S*H
  - Marla Gibbs als Florence Johnston in The Jeffersons
  - Loni Anderson als Jennifer Marlowe in WKRP in Cincinnati

#### Vrouwelijke bijrol in een miniserie
(Outstanding Supporting Actress in a Limited Series or a Special)
- Jane Alexander als Alma Rose in Playing for Time
  - Piper Laurie als Magda Goebbels in The Bunker
  - Shirley Knight als Frau Lagerfuhrerin Maria Mandel in Playing for Time
  - Colleen Dewhurst als Val in The Women's Room
  - Patty Duke als Lily in The Women's Room